# Sander canadensis
Sander canadensis è un pesce d'acqua dolce e salmastra appartenente alla famiglia Percidae.

## Distribuzione e habitat
Questa specie è diffusa in Nordamerica, nel bacino idrografico della Baia di Hudson, del Mississippi; è stata introdotta anche nel bacino del Golfo del Messico. Predilige acque fluviali con fondali ghiaiosi, sabbiosi e limacciosi. Meno frequente in acquitrini e laghi.

## Descrizione
Simile a Sander lucioperca, presenta un corpo slanciato ed agile, con grande bocca da predatore armata di vistosi denti caniniformi e occhi grandi. La sagoma è affusolata; con profilo dorsale appena accennato, mentre il ventre è più pronunciato. Presenta due pinne dorsali poco distanziate tra loro. La livrea non è particolarmente vivace: brunastra o verdastra con fasce verticali scure sfumate o screziate; le pinne sono grigioazzurre, la prima dorsale, così come la caudale, è screziata di chiaro e bruno.

Raggiunge una lunghezza massima di 76 cm.

## Riproduzione
La deposizione delle uova (oltre 200.000) avviene tra marzo e giugno in un nido costituito da una piccola buca nel sedimento.

## Alimentazione
È specie predatrice: gli adulti si cibano prevalentemente di pesci e crostacei (Nephropidae), insetti e anellidi.

## Pesca
S. canadensis è ambita preda per i pescatori sportivi.